# أشلي فيرنانديز
أشلي فيرنانديز (14 يوليو 1987 في الهند - ) هو لاعب كرة قدم هندي في مركز الوسط. لعب مع نادي تشرتشل براذرز.

## وصلات خارجية
- أشلي فيرنانديز على موقع قاعدة بيانات كرة القدم.إي يو (الإنجليزية)
- أشلي فيرنانديز على موقع Soccerway.com (الإنجليزية)